# Christer Karlsson
Christer Karlsson, född 1944, är en svensk civilingenjör och professor emeritus i industriell produktion vid Handelshögskolan i Stockholm.
Christer Karlsson avlade 1970 civilingenjörsexamen i maskinteknik vid Chalmers tekniska högskola och disputerade 1975 vid samma lärosäte. Han var professor i industriell produktion med särskild inriktning mot produktionsstrategi och innovationsprocesser vid Handelshögskolan i Stockholm 1994–2005. Sedan 2004 har han varit verksam som professor vid Copenhagen Business School.
Karlsson invaldes 1993 i Ingenjörsvetenskapsakademien och tilldelades 2015 Gustaf Dalénmedaljen av Chalmersska Ingenjörsföreningen.

### Fotnoter
1. ↑  http://www.hhs.se/se/Search/Person/Pages/Person.aspx?PersonID=215
2. 1 2  Jonas Rehnberg, p. 223. Stockholm School of Economics, The first 100 years. Stockholm: Informationsförlaget, 2009.
3. 1 2  ”Arkiverade kopian”. Arkiverad från originalet den 14 juli 2014. https://web.archive.org/web/20140714172843/http://www.hhs.se/search/person/pages/person.aspx?personid=15. Läst 6 juli 2014.
4. ↑  Karlsson, Christer (1975). Komponenter i analys och värdering av förslag till organisationsstrukturer: [Components in analysis and valuation of suggested organizational structures]. Doktorsavhandlingar vid Chalmers tekniska högskola. Ny serie, 0346-718X ; 170. Göteborg. Libris 227348
5. ↑  ”Christer Karlsson”. Copenhagen Business School. https://www.cbs.dk/en/research/departments-and-centres/department-of-operations-management/staff/ckom. Läst 10 februari 2024.